# Crespin (Tarn)
Crespin település Franciaországban, Tarn megyében. Lakosainak száma 101 fő (2022. január 1.). Crespin Andouque, Lacapelle-Pinet, Montauriol, Moularès, Padiès és Saint-Jean-de-Marcel községekkel határos.

## Népesség
A település népességének változása:
| Lakosok száma | 124  | 127  | 132  | 131  | 132  | 134  | 123  | 112  | 101  |
|               | 2013 | 2015 | 2016 | 2017 | 2018 | 2019 | 2020 | 2021 | 2022 |